# 武安弘毅
武安 弘毅（たけやす こうき、1980年（昭和55年）5月23日 - ）は、日本の写真家。

## 経歴
1980年5月23日北海道生まれ
Hi-STANDARDのボーカル難波章浩主宰のアーティスト集団ULTRA BRAiN（V2 records（UK））にフォトグラファーとして所属。
沖縄を拠点に世界の音楽誌でグラビアページを撮影するほか、アーティストの写真集やCDジャケットなどを多数撮影。
MONGOL800、鬼束ちひろオフィシャルカメラマン。
自身のライフワーク「真夜中写真部」という夜景写真は映画監督ダニーボイルや英クリエイティブユニットTOMATOなどから高い評価を得るなど世界から注目を集める。
脳科学者 茂木健一郎主宰の私塾「茂木塾」一期生。
雑誌モモトにてコラム
茂木健一郎×武安 弘毅「ヤケイ」を連載中
沖縄国際映画祭オフィシャルスチール担当。
2010年、NHKドラマ 『テンペスト』 スチール担当。
2010年、写真集 ハロハロ！-Memories-モーニング娘。亀井絵里・道重さゆみ・田中れいな写真　亀井絵里卒業記念 ・ISBNコード：9784048954167
2011年、角川映画 『テンペスト』 スチール担当。
2012年、東北新社 映画 『牙狼-GARO- 〜蒼哭ノ魔竜〜』 スチール担当。
2013年、写真集「今帰仁城跡の四季」出版。ISBN 4905412137
2013年、NHK土曜ドラマ 『島の先生』 スチール担当。
2013年、沖縄グローバル観光ブランディングＢｅ．Ｏｋｉｎａｗａメインビジュアル撮影。英クリエイティブユニットTOMATOと制作に参加。
2014年沖縄広告協会広告賞 総合グランプリ受賞
2014年、日本観光ポスターコンテスト「宜野座村ありのままの暮らし」総務大臣賞受賞。
2015年　個展「真夜中写真部」を沖縄 首里VIVACE SPACEにて開催。
　　　　  MONGOL800 7thアルバム 『People People』CDジャケット、ツアー撮影
2016年　観光ポスター八重瀬町 「八重瀬八景」沖縄県広告協会広告賞銀賞受賞
MONGOL800 8thアルバム 『Pretty Good』CDジャケット、ツアー撮影
2017年   鬼束ちひろ コンサートツアー『syndrome』ツアー撮影、写真集 
テオ ヤンセン沖縄展覧会2017メインビジュアル撮影　　　
Hi-STANDARD the gift tour2017オフィシャルカメラマン
Hi-STANDARD the gift extra tour2018オフィシャルカメラマン
mongol800 20周年tour2018オフィシャルカメラマン
2018年　沖縄広告協会広告賞 総合グランプリ受賞　
2019年 作品展"untitled"ニューヨークブルックリンにて開催。
2019年秋公開　映画「駅までの道をおしえて」スチール担当
2019年シマダカラ芸術祭ゲスト出展
2019年個展"untitled"を沖縄市、那覇市ギャラリーで開催
2020年 首里観音堂、普天満山神宮寺にて「眠る首里城」と題し真夜中の首里城写真を発表。
（首里観音堂収蔵）